# (12104) Chesley
(12104) Chesley est un astéroïde de la ceinture principale.

## Description
(12104) Chesley est un astéroïde de la ceinture principale. Il fut découvert le 22 mai 1998 à la station Anderson Mesa par le programme LONEOS. Il présente une orbite caractérisée par un demi-grand axe de 3,01 UA, une excentricité de 0,02 et une inclinaison de 11,1° par rapport à l'écliptique.

## Compléments